# Dialekty języka norweskiego
     północnonorweski
     Trøndelag (trøndersk)
     wschodnionorweski
     zachodnionorweski

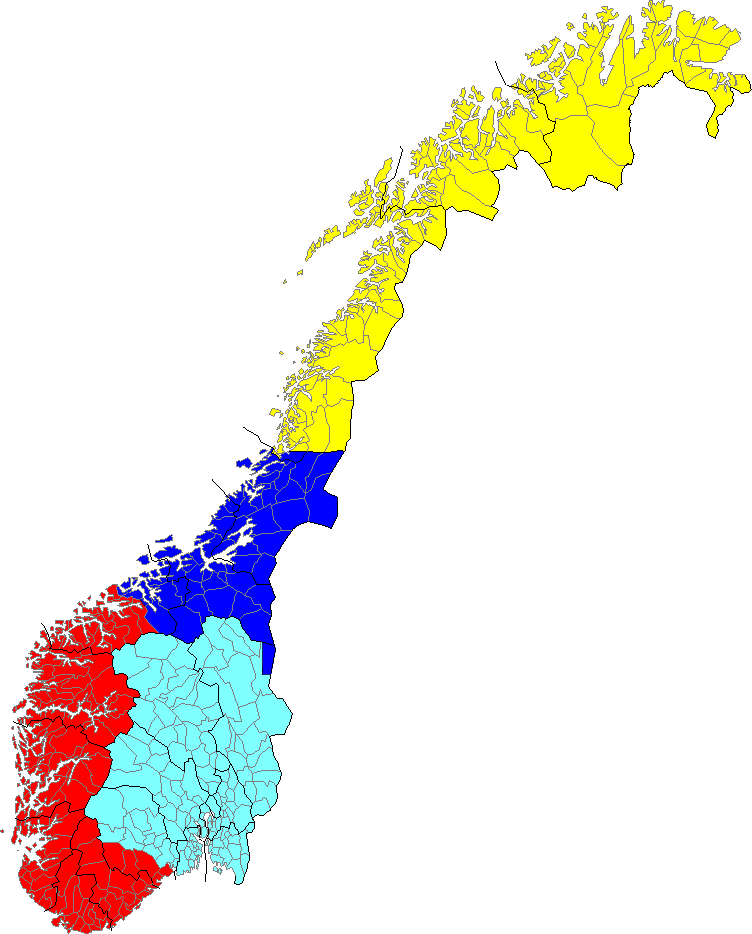
Podział regionalny dialektów w Norwegii
północnonorweski
Trøndelag (trøndersk)
wschodnionorweski
zachodnionorweski

Dialekty języka norweskiego – odmiany języka norweskiego funkcjonujące niezależnie od dwóch oficjalnych standardów tego języka: bokmål i nynorsk. Obecnie można wyróżnić dwie tendencje: z jednej strony zwiększającą się regionalizację językową, z drugiej – coraz większą akceptację dla dialektów terytorialnych, mimo ogólnej tendencji do zacierania różnic gwarowych.
Wyróżnia się 4 zasadnicze grupy dialektów: północnonorweskie (nordnorsk), Trøndelag (trøndersk), zachodnionorweskie (vestnorsk) i wschodnionorweskie (østnorsk). Dodatkowo wyodrębnia się czasami grupę dialektów środkowonorweskich (innlandsmål). Główna linia podziału przebiega między dialektem wschodnio- i zachodnionorweskim i jest związana z granicą geograficzną wzdłuż głównego łańcucha Gór Skandynawskich.
Poszczególne dialekty są przeważnie wzajemnie zrozumiałe. Dialekty lokalne używane są zwykle na wsiach i w mniejszych miastach, przede wszystkim w formie mówionej.
Dialekty norweskie odegrały dużą rolę w opracowaniu standardu języka norweskiego. W drugiej połowie XIX wieku Ivar Aasen na podstawie kompilacji dialektów norweskich opracował ogólnonorweską odmianę języka nynorsk. Dbał przy tym, aby wybierać dialekty jak najmniej skażone obcymi wpływami, aby osiągnąć maksymalnie „czysty” język norweski, zbliżony do języka staronordyjskiego.

## Dialekty zachodnio- i wschodnionorweskie
Głównym czynnikiem różnicującym wschodnio- i zachodnionorweskie dialekty jest długość samogłosek. W zachodnich dialektach długość samogłosek nie ma większego znaczenia dla wyrazu. Inną ważną cechą jest wymowa samogłoski /i/: w dialektach wschodnich istnieje wariant tej samogłoski, tzw. grube /i/, który nie pojawia się w dialektach zachodnich.

## Zachodnionorweskie
Dzielą się na trzy grupy południowe z południowo-zachodniego Telemarku, Aust-Adger i Vest-Adger.

## Północnonorweskie
Wyróżniają się specjalną intonacją i operują akcentem tonicznym, choć nie wszystkie – nie mają go dialekty Nord Troms i Finnmark.

## Wschodnionorweskie
Dialekty z tej grupy są pod silnym wpływem odmian języka z Oslo. Dążą w stronę standardów miejskich, czego dowodem jest akcent na pierwszej sylabie w wyrazach zapożyczonych: 'banan, 'universitet – zamiast akcentu na drugą sylabę. W wymowie obowiązuje r typu flap (jednorazowe pociągnięcie języka przez wał dziąsłowy. W czasie przeszłym występuje przegłos: np. kjem (poszedł).